# Нікола Фербратер
Нікола Фербратер  (англ. Nicola Fairbrother, 14 травня 1970) — британська дзюдоїстка, олімпійська медалістка.

## Виступи на Олімпіадах
| Олімпіада      | Дисципліна      | Місце |
| -------------- | --------------- | ----- |
| Барселона 1992 | легка категорія | 2     |
| Атланта 1996   | легка категорія | =5    |

## Особисте життя
2015 року вона уклала одностатевий шлюб зі своєю суперницею у фіналі Олімпіади 1992, іспанською дзюдоїсткою Міріам Бласко, з якою вони перебували у стосунках 22 роки.